# Schwedische Badminton-Mannschaftsmeisterschaft 2021/22
Titelträger der Schwedischen Badminton-Mannschaftsmeisterschaft 2021/22 im Badminton und damit schwedischer Mannschaftsmeister wurde der Klub Fyrisfjädern, der sich in den Play-offs durchsetzen konnte.

## Vorrunde
| Platz | Team                | Spiele | G | U | V | Spielpunkte | Sätze | Bälle     | Punkte |
| ----- | ------------------- | ------ | - | - | - | ----------- | ----- | --------- | ------ |
| 1     | Fyrisfjädern        | 7      | 6 | 0 | 1 | 29-15       | 90-67 | 1502-1348 | 18     |
| 2     | Trollhättan BMK     | 7      | 5 | 0 | 2 | 24-20       | 77-69 | 1332-1281 | 15     |
| 3     | BMK Aura            | 7      | 4 | 0 | 3 | 26-20       | 83-68 | 1435-1365 | 15     |
| 4     | IFK Umeå            | 7      | 4 | 0 | 3 | 23-20       | 84-75 | 1502-1442 | 13     |
| 5     | Halmstad BMK        | 7      | 4 | 0 | 3 | 20-23       | 73-84 | 1324-1455 | 12     |
| 6     | Påvelund ToB        | 7      | 3 | 0 | 4 | 24-20       | 87-64 | 1442-1347 | 11     |
| 7     | Västra Frölunda BMK | 7      | 1 | 0 | 6 | 15-29       | 63-96 | 1377-1543 | 4      |
| 8     | Täby BMF            | 7      | 1 | 0 | 6 | 15-29       | 61-95 | 1356-1489 | 4      |

## Play-offs

### Halbfinale
- Påvelund ToB – BMK Aura: 4-1, 3-2
- Fyrisfjädern – 	Trollhättan BMK: 4-0, 3-1

### Finale
- Fyrisfjädern – Påvelund ToB: 4-3